# 2011年全港運動會籃球比賽
第三屆全港運動會籃球比賽（英語：The 3rd Hong Kong Games Basketball Competition），是2011年全港運動會其中一個運動比賽項目。是次比賽將於2011年4月22日至2011年6月4日分別於5個體育館內舉行。
參賽運動員名將如雲，其中中西區有翁金驊、宋方，元朗區有呂楚威等。

## 組別
本賽事設男子及女子組，每分區可提名最多12人參賽。

## 年齡限制
參賽運動員必須年滿14歲(於1997年或以前出生)。 

## 賽制
- 初賽按地域分4組（即港島區、九龍區、新界東區及新界西區）採小組單循環制
- 八強至決賽賽事採單淘汰制。

## 比賽日期及場地
- 港島區分組初賽將於2011年4月30日至5月15日於士美非路體育館舉行。
- 九龍區分組初賽將於2011年4月22日至5月10日於官涌體育館舉行。
- 新界東區分組初賽將於2011年5月1日至5月10日於源禾路體育館舉行。
- 新界西區分組初賽將於2011年4月22日至5月17日於林士德體育館舉行。
- 八強賽至決賽將於2011年5月22日及6月4日分別於西區公園體育館舉行。

| 照片 | 場地           | 位置     | 賽事階段         |
| ---- | -------------- | -------- | ---------------- |
|      | 士美非路體育館 | 堅尼地城 | 港島區分組初賽   |
|      | 官涌體育館     | 佐敦     | 九龍區分組初賽   |
|      | 源禾路體育館   | 沙田     | 新界東區分組初賽 |
|      | 林士德體育館   | 葵芳     | 新界西區分組初賽 |
|      | 西區公園體育館 | 西營盤   | 八強賽至決賽     |

## 各項成績
| 項目     | 金牌     | 银牌   | 铜牌   |
| 男子籃球 | 油尖旺區 | 沙田區 | 元朗區 |
| 女子籃球 | 油尖旺區 | 元朗區 | 中西區 |

## 外部連結
- 第三屆全港運動會官方網頁（中文）